# Distrito de Parinari
El Distrito peruano de Parinari es uno de los 5 distritos de la provincia de Loreto ubicada en el Departamento de Loreto, perteneciente a la Región Loreto, Perú. 
En su territorio está ubicado el Yacimiento petrolero "Yanayacu" Lote 8.
Desde el punto de vista jerárquico de la Iglesia católica forma parte del Vicariato Apostólico de Iquitos.

## Geografía
El distrito limita por el norte con los distritos de Urarinas, Tigre y Nauta; por el sur con la provincia de Requena; por el este con el distrito de Nauta y la provincia de Requena; por el oeste con el distrito de Urarinas y la provincia de Alto Amazonas.
En este distrito de la Amazonia peruana habita la etnia Tupí-Guaraní grupo Cocama-Amahuaca.

## Historia
El distrito de Parinari fue creado mediante Decreto Ley S/N de fecha del 7 de febrero de 1866, su capital legal es Parinari y la sede municipal se encuentra en la localidad de Santa Rita de Castilla.

## Centros poblados
Según el censo INEI 2017, el Distrito de Parinari tiene los siguientes centros poblados.
- Parinari
- Santa Rita de Castilla
- San Roque
- Santa Rosa de Lagarto
- Roca Fuerte
- 7 de junio

- Santa Isabel de Yumbaturo
- 6 de Septiembre
- Buena Vista Jerusalén
- San José de Parinari
- Nueva Santa Rosa
- Puerto Auxilio
- Atenas
- Nueva Unión
- Puerto América
- San Miguel
- Tangarana
- Shapajilla
- Nuevo San Juan
- Mundial
- Santa Clara
- Nueva Fortuna
- San José de Samiria
- Leoncio Prado
- San Martín del Tipishca
- Nueva Arica
- Bolívar
- 2 de mayo

## Alcaldes anteriores
| Alcaldes                           | Periodo   |
| ---------------------------------- | --------- |
| Luis Carlos Marín Irarica          | 2023-2026 |
| Segundo Luciano Domínguez Apagüeño | 2019-2022 |
| Víctor Manuel García Acosta        | 2015-2018 |
| Víctor Manuel García Acosta        | 2011-2014 |
| Carmen Cárdenas Mozombite          | 2009-2010 |
| Julián del Águila del Castillo     | 2007-2008 |